# Carl Friedrich Daubenspeck
Carl Friedrich Daubenspeck (* 9. Februar 1857 in Roermond, Herzogtum Limburg, Deutscher Bund; † 1931 in Düsseldorf) war ein deutscher Landschaftsmaler der Düsseldorfer Schule.

## Leben
Daubenspeck nahm von 1883 bis 1890 Privatunterricht bei den Düsseldorfer Landschaftsmalern Otto Strützel, Hugo Mühlig und Georg Macco. Bis zu seinem Tod lebte er in Düsseldorf, wo er ab 1891 dem Künstlerverein Malkasten angehörte und auf Kunstausstellungen regelmäßig vertreten war. Daubenspeck unternahm Studienreisen am Niederrhein, in die Rhön und in den Südharz. Wiederholt besuchte er die Willingshäuser Malerkolonie.